# Disopora languida
Disopora languida är en skalbaggsart som först beskrevs av Wilhelm Ferdinand Erichson 1837.  Disopora languida ingår i släktet Disopora, och familjen kortvingar. Arten är reproducerande i Sverige.